# アラマ

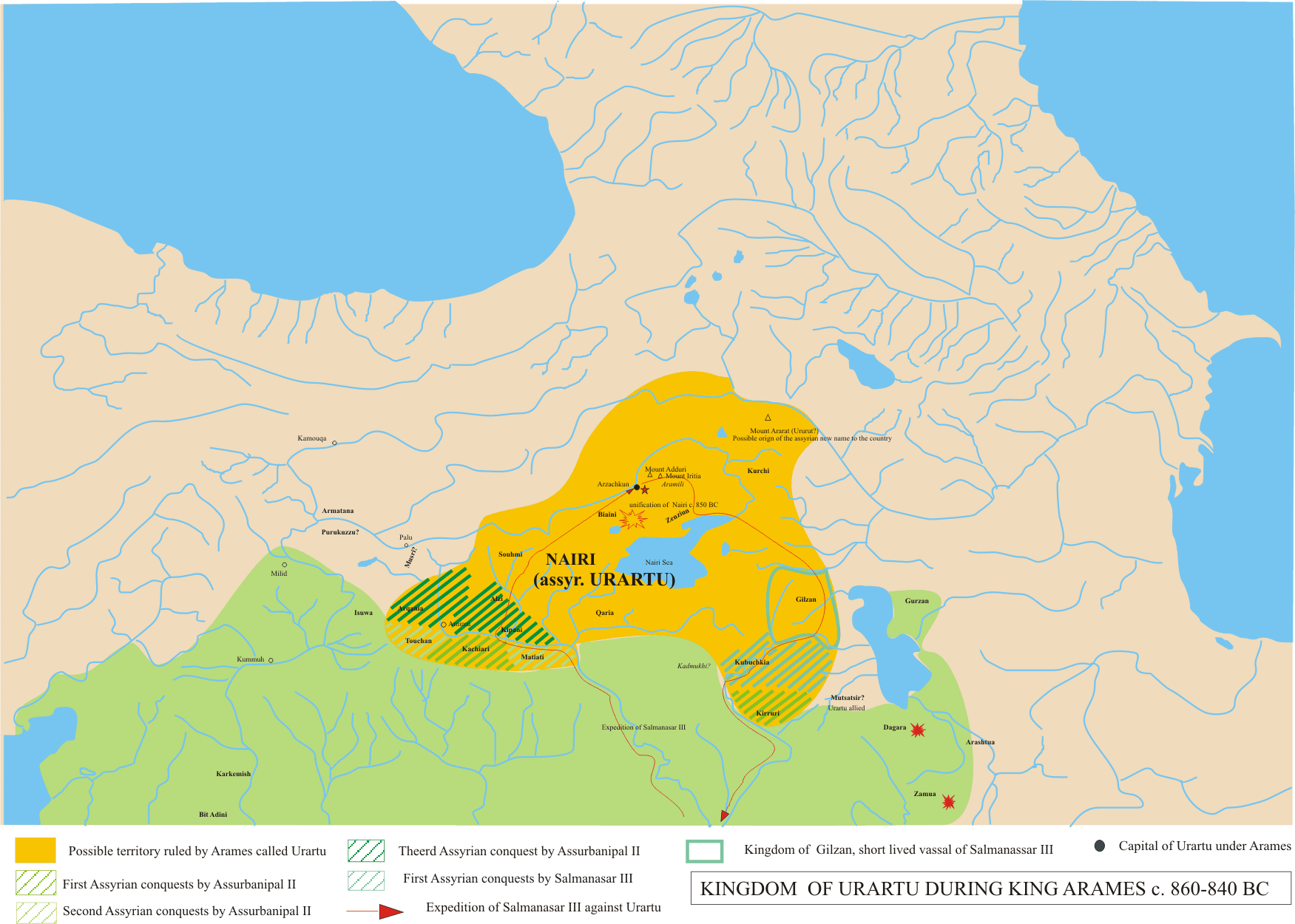
アラムの時代のウラルトゥの版図（橙）。緑色はアッシリア帝国の版図

アラマ（Arama, もしくはアラメ Arame, アラム Aramuとも）は、ウラルトゥ最古の王（在位：紀元前858年から紀元前844年）。南方のアッシリア帝国の脅威に対抗してナイリの諸部族を初めて統一し、ウラルトゥ王国の礎を築いた。

## 来歴
アラマについてはアッシリア史料に名が見えるのみで、詳しいことは全く判明していないが、ナイリ諸部族を率いてアッシリアへの抵抗を続けた。ナイリ諸部族はアラムとルティプリの下、二大勢力に収斂され、中央集権化された国家組織を整えていくことになり、紀元前844年頃にアラムからルティプリの息子サルドゥリ1世に王権が移ったと思われる。アラムの当時ウラルトゥの都はまだトゥシュパにはなく、トゥシュパに遷都されるのはサルドゥリ1世の時代である。
アラマの時代、ナイリの諸部族は南方のアッシリアの攻撃にさらされていた。アラマはアッシリア王シャルマネセル3世（在位：紀元前858年‐824年）と同時代の人物で、その治世を記した年代記に登場する。アラムはアッシリアに抵抗したもののウラルトゥの勢力はまだ弱く、常にアッシリア軍による本土侵入と馬や牛といった家畜の略奪を許した。
シャルマネセル3世は即位直後の紀元前858年にナイリに遠征、アッシリアとの国境にあるスフニイの砦を攻略した。アッシリア軍は砦を破壊して「ナイリの海」（ヴァン湖）に到達した。しかしアラムは逃げ延びたためウラルトゥの勢力を押さえ込むことは出来なかった。
そのため早くも2年後（紀元前856年）に再度シャルマネセルはナイリに対する遠征を行った。アッシリア軍はアラマのいるアルザシュクン（ウラルトゥ語：Arsis-sa, アルメニア語：Արզաշկուն）の町に向かい、アラマが脱出したこの町を攻略して3400人を倒し、その戦車や家畜を奪ったという。アッシリア軍は今回もヴァン湖にまで到達したが、アッシリアの年代記にある輝かしい勝利という記述とは裏腹に、ウラルトゥ軍は正面から立ち向かうことを避けて山にこもってゲリラ戦を展開したため、アッシリア軍の遠征は今回もウラルトゥ撃滅という目的を果たせなかった。
アッシリアに対してナイリの諸部族は連合して立ち向かい、その統制の必要上、烏合の衆だったナイリ族は統一された軍隊の体裁を整えていったと考えられる。精強なアッシリア軍に立ち向かうため皮の武器は青銅、やがて鉄に置き換わってゆき、その成果は次代のサルドゥリ1世の代に発揮されることになる。

## アルメニア史とのかかわり
アラマ（アラム）はアルメニア人の伝説上の始祖アラムの原型となったと思われる。ただしウラルトゥ王のアラムはアルメニア人でもなく、旧約聖書のアラム人とも関わりはない。アルメニアの歴史家ホレナツィの『歴史』では、アラムはアルメニア人の始祖ハイクの5代のちとされており、また18世紀のアルメニアの歴史家ミカイェル・チャムチアンはアラムを紀元前19世紀頃の人物と考えていた。

## 文献
- Пиотровский Б. Б. Ванское царство (Урарту), Издательство Восточной литературы, Москва, 1959
  - （邦訳）『埋もれた古代王国の謎 幻の国ウラルトゥを探る』（ボリス・ボリソヴィッチ・ピオトロフスキー著、加藤九祚訳、岩波書店、ISBN 9784000001601 (4000001604)）
- Меликишвили Г. А. Урартские клинообразные надписи, Издательство АН СССР, Москва, 1960